# Séries de meilleurs deuxièmes de la Ligue américaine de baseball 2020
Les Séries de meilleurs deuxièmes de la Ligue américaine de baseball 2020 représentent le premier tour des séries éliminatoires de la Ligue majeure de baseball en 2020. Elles sont jouées du mardi 29 septembre au jeudi 1er octobre 2020.
Elles mettent aux prises huit équipes. Celles-ci s'affrontent dans quatre séries distinctes, au meilleur de trois parties. Les clubs qui remportent deux matchs dans leurs séries respectives sont qualifiés pour le tour éliminatoire suivant, les Séries de divisions de la Ligue américaine, alors que les perdants sont éliminés et voient leur saison 2020 prendre fin.

## Contexte
C'est la première année que cette ronde éliminatoire est présentée. Elle fait partie des mesures d'exception mises en place par le baseball majeur en réponse à la pandémie de Covid-19, qui a retardé de quatre mois le début de la saison régulière et limité le calendrier à 60 matchs par équipe, au lieu des 162 habituels.
Pour 2020, on a augmenté à 16, plutôt que 10, le nombre de clubs qualifiés pour les éliminatoires, c'est-à-dire 8 équipes de la Ligue américaine et 8 de la Ligue nationale. En réponse, on a créé ce tour éliminatoire, sans préciser s'il serait temporaire ou permanent. Pour 2020, ce tour éliminatoire remplacent les matchs de meilleurs deuxièmes, qui ont lancé les séries éliminatoires de 2012 à 2019.

## Avantage du terrain
Comme ce fut le cas pour toute la saison de baseball 2020, les stades n'accueilleront aucun spectateur, pour des raisons de santé publique liées au coronavirus. L'avantage du terrain est déterminé par le classement des têtes de série et, dans chaque affrontement, la tête de série la plus élevée est le club hôte pour tous les matchs.

## Têtes de série
Un total de 16 équipes, huit dans la Ligue américaine et huit dans la Ligue nationale, participent aux séries éliminatoires en 2020. Les têtes de série sont déterminées par le classement final des équipes au terme de la saison régulière de 60 matchs. Dans chaque ligue, les têtes de série 1 à 3 sont les équipes ayant terminé au premier rang de leur division (Est, Centrale, Ouest), classées selon leur total de victoires, du plus haut au plus bas. Les têtes de série 4 à 6 sont les clubs de deuxième position dans ces divisions, classés selon leur total de victoire. Les têtes de série 7 et 8 sont les deux clubs qualifiés qui restent, en ordre croissant de victoires.
S'il y a égalité entre deux têtes de série ayant complété la saison régulière avec le même nombre de victoires et de défaites, la plus haute tête de série est accordée au club ayant gagné le plus de matchs lors des affrontements entre ces deux équipes. Si ce nombre de victoires est égal (ou que ces deux clubs ne se sont pas affrontés), l'équipe ayant remporté le plus de matchs face aux adversaires de sa propre division se voit accorder la tête de série la plus haute. Si l'égalité persiste, on compare le total de victoires des 20 derniers matchs de la saison, puis les 21 derniers, et ainsi de suite jusqu'à ce que l'égalité soit brisée.

## Rays de Tampa Bay vs Blue Jays de Toronto
La 1re tête de série est l'équipe de la Ligue américaine avec le plus grand nombre de victoires en saison régulière 2020. La 8e tête de série est celle qui a compté le moins de victoires durant la saison parmi les 8 clubs qualifiés.
Têtes de série no 1 de ces séries éliminatoires, les Rays de Tampa Bay complètent la courte saison de 60 matchs avec 40 victoires et 20 défaites, la meilleure performance de l'année dans la Ligue américaine et la deuxième meilleure des majeures après les 43 victoires des Dodgers de Los Angeles de la Ligue nationale. Les Rays terminent ainsi en tête de la division Est pour la première fois depuis 2010. Ils prennent part aux séries éliminatoires pour la deuxième année de suite.  
Têtes de série no 8 de ces séries éliminatoires, les Blue Jays de Toronto se classent en 3e place dans la division Est avec 32 victoires et 28 défaites. C'est suffisant pour leur assurer une première qualification depuis 2016 en séries éliminatoires.
Les Rays et les Blue Jays se sont affrontés 10 fois pendant la saison régulière de 2020, et 6 de ces rencontres ont été remportées par Tampa Bay. C'est la première fois que ces deux franchises se rencontrent en matchs éliminatoires.

### Calendrier des rencontres
| Match | Date         | Visiteur             | Hôte              | Score |
| ----- | ------------ | -------------------- | ----------------- | ----- |
| 1     | 29 septembre | Blue Jays de Toronto | Rays de Tampa Bay | 1-3   |
| 2     | 30 septembre | Blue Jays de Toronto | Rays de Tampa Bay | 2-8   |

### Match 1
Mardi 29 septembre 2020 au Tropicana Field, St. Petersburg, Floride.
| Blue Jays de Toronto | 0 | 0 | 0 | 0 | 0 | 0 | 0 | 0 | 0 | 1 | 5 | 0 |
| Rays de Tampa Bay | 0 | 0 | 0 | 1 | 0 | 0 | 2 | 0 | X | 3 | 4 | 0 |
| Lanceurs partants : TOR : Matt Shoemaker TB : Blake Snell Vic. : Blake Snell (1-0) Déf. : Robbie Ray (0-1) Sauv. : Pete Fairbanks (1) HRs: TB : Manuel Margot (1) |   |   |   |   |   |   |   |   |   |   |   |   |

Blake Snell, le lanceur partant des Rays, égale un record de franchise avec 9 retraits sur des prises en éliminatoires et il n'accorde pas de coup sûr avant la 6e manche.

### Match 2
Mercredi 30 septembre 2020 au Tropicana Field, St. Petersburg, Floride.
| Blue Jays de Toronto | 0 | 0 | 1 | 0 | 1 | 0 | 0 | 0 | 0 | 2 | 7  | 2 |
| Rays de Tampa Bay | 1 | 6 | 1 | 0 | 0 | 0 | 0 | 0 | X | 8 | 12 | 0 |
| Lanceurs partants : TOR : Hyun-jin Ryu TB : Tyler Glasnow Vic. : Tyler Glasnow (1-0) Déf. : Hyun-jin Ryu (0-1) HRs : TOR : Danny Jansen (1, 2) TB : Mike Zunino (1), Hunter Renfroe (1) |   |   |   |   |   |   |   |   |   |   |    |   |

Les Rays se manifestent tôt contre le lanceur des Blue Jays, Hyun-jin Ryu, qui accorde sept points sur huit coups sûrs en seulement une manche et deux tiers lancées. Hunter Renfroe frappe un grand chelem en 2e manche et les Rays mènent 7-0. Dans la défaite, Danny Jansen frappe deux circuits pour Toronto.

## Athletics d'Oakland vs White Sox de Chicago
La 2e tête de série est l'un des trois champions de division de la Ligue américaine en 2020, et celui parmi ce groupe qui compte le 2e plus haut total de victoires en saison régulière 2020. La 7e tête de série est l'un des deux clubs qualifiés qui n'a terminé ni au premier ni au second rang de sa division, et celui des deux ayant gagné le plus matchs durant la saison.
Têtes de série no 2 de ces séries éliminatoires, les Athletics d'Oakland terminent en tête de la division Ouest de la Ligue américaine pour la première fois depuis 2013. Ils remettent une fiche de 36 victoires et 24 défaites et participent aux séries éliminatoires pour une troisième année consécutive.
Têtes de série no 7 de ces séries éliminatoires, les White Sox de Chicago terminent au troisième rang d'une compétitive division Centrale, dans laquelle ils ne comptent qu'une victoire de moins que les meneurs, Minnesota. Les 35 victoires des White Sox, contre 25 défaites, leur assurent une première participation depuis 2008 aux séries éliminatoires.
C'est la toute première fois que ces deux franchises, qui existent depuis plus d'un siècle, sont opposées l'une à l'autre en matchs éliminatoires.

### Calendrier des rencontres
| Match | Date         | Visiteur             | Hôte                | Score |
| ----- | ------------ | -------------------- | ------------------- | ----- |
| 1     | 29 septembre | White Sox de Chicago | Athletics d'Oakland | 4-1   |
| 2     | 30 septembre | White Sox de Chicago | Athletics d'Oakland | 3-5   |
| 3     | 1er octobre  | White Sox de Chicago | Athletics d'Oakland | 4-6   |

### Match 1
Mardi 29 septembre 2020 au Oakland Coliseum, Oakland, Californie.
| White Sox de Chicago | 0 | 1 | 2 | 0 | 0 | 0 | 0 | 1 | 0 | 4 | 9 | 0 |
| Athletics d'Oakland | 0 | 0 | 0 | 0 | 0 | 0 | 0 | 1 | 0 | 1 | 3 | 0 |
| Lanceurs partants : CHW : Lucas Giolito OAK : Jesús Luzardo Vic. : Lucas Giolito (1-0) Déf. : Jesús Luzardo (0-1) Sauv. : Álex Colomé (1) HRs : CHW : Adam Engel (1), José Abreu (1), Yasmani Grandal (1) |   |   |   |   |   |   |   |   |   |   |   |   |

Le lanceur partant des White Sox, Lucas Giolito, amène un match parfait jusqu'en 7e manche. Pendant six manches, Giolito retire un après l'autre 18 adversaires avant de donner un coup sûr à Tommy La Stella, le premier frappeur des Athletics à la 7e manche. À l'attaque, Chicago frappe trois coups de circuit.

### Match 2
Mercredi 30 septembre 2020 au Oakland Coliseum, Oakland, Californie.
| White Sox de Chicago | 0 | 0 | 0 | 0 | 0 | 0 | 0 | 2 | 1 | 3 | 10 | 2 |
| Athletics d'Oakland | 2 | 2 | 0 | 1 | 0 | 0 | 0 | 0 | X | 5 | 7  | 0 |
| Lanceurs partants : CHW : Dallas Keuchel OAK : Chris Bassitt Vic. : Chris Bassitt (1-0) Déf. : Dallas Keuchel (0-1) Sauv. : Jake Diekman (1) HRs : CHW : Yasmani Grandal (2) OAK : Marcus Semien (1), Khris Davis (1) |   |   |   |   |   |   |   |   |   |   |    |   |

Menant 4-0 après deux manches, Oakland résiste à une poussée de fin de rencontre des White Sox pour mettre fin à une série de 6 défaites en matchs éliminatoires, avec un premier succès depuis la Série de divisions de 2013. C'est aussi la première fois que les Athletics remportent un match dans lequel ils font face à l'élimination depuis le dernier affrontement de la Série mondiale 1973.

### Match 3
Jeudi 1er octobre 2020 au Oakland Coliseum, Oakland, Californie.
| White Sox de Chicago | 0 | 1 | 2 | 0 | 1 | 0 | 0 | 0 | 0 | 4 | 12 | 1 |
| Athletics d'Oakland | 0 | 0 | 0 | 4 | 2 | 0 | 0 | 0 | X | 6 | 8  | 1 |
| Lanceurs partants : CHW : Dane Dunning OAK : Mike Fiers Vic. : Frankie Montas (1-0) Déf. : Evan Marshall (0-1) Sauv. : Liam Hendriks (1) HRs : CHW : Luis Robert (1) OAK : Sean Murphy (1) |   |   |   |   |   |   |   |   |   |   |    |   |

Oakland efface l'avance de 3-0 des White Sox avec 4 points en 4e manche, marqués sur un circuit de deux points de Sean Murphy puis sur les buts-sur-balles avec les buts remplis que Mark Canha et Matt Olson soutirent coup sur coup au lanceur Matt Foster. Chicago créé l'égalité en début de 5e manche mais Oakland se donne une avance de 6-4 à la demi-manche qui suit, sur un simple de Chad Pinder.
Les Athletics remportent une première série éliminatoire depuis 2006. C'est la première fois depuis 2000 qu'ils remportent un match sans retour, où les deux équipes risquent l'élimination s'ils perdent; cette séquence de 9 défaites est la plus longue de l'histoire des majeures dans ces circonstances précises.

## Twins du Minnesota vs Astros de Houston
Parmi les clubs de première place dans les trois divisions de la Ligue américaine en 2020, celui ayant le plus faible total de victoires durant la saison régulière 2020 est classé tête de série no 3. Parmi les clubs de seconde place dans les trois divisions de la Ligue américaine en 2020, celui ayant le plus faible total de victoires durant la saison régulière 2020 est classé tête de série no 6.
Têtes de série no 3 de ces séries éliminatoires, les Twins du Minnesota terminent au premier rang de la division Centrale de la Ligue américaine pour une deuxième saison de suite, avec 36 victoires et 24 défaites en saison régulière. Ils se qualifient pour les éliminatoires pour un deuxième automne consécutif et pour la troisième fois dans les quatre dernières saisons.
Têtes de série no 6 de ces séries éliminatoires, les Astros de Houston participent aux séries éliminatoires pour la quatrième année consécutive. Ils s'y présentent en tant que champions en titre (2019) de la Ligue américaine. Après avoir terminé en tête de la division Ouest trois fois de suite, les Astros glissent en deuxième place en 2020, et se qualifient pour les éliminatoires avec une fiche perdante de 29 victoires et 31 défaites. C'est la première fois depuis les Royals de Kansas City durant la saison écourtée de 1981 qu'un club se qualifie pour les séries éliminatoires en ayant plus de matchs perdus que de matchs gagnés.
C'est la première fois que ces deux clubs croisent le fer en matchs éliminatoires.

### Calendrier des rencontres
| Match | Date         | Visiteur          | Hôte               | Score |
| ----- | ------------ | ----------------- | ------------------ | ----- |
| 1     | 29 septembre | Astros de Houston | Twins du Minnesota | 4-1   |
| 2     | 30 septembre | Astros de Houston | Twins du Minnesota | 3-1   |

### Match 1
Mardi 29 septembre 2020 au Target Field, Minneapolis, Minnesota.
| Astros de Houston                                                                                             | 0 | 0 | 0 | 0 | 0 | 0 | 1 | 0 | 3 | 4 | 8 | 0 |
| Twins du Minnesota                                                                                            | 0 | 0 | 1 | 0 | 0 | 0 | 0 | 0 | 0 | 1 | 4 | 1 |
| Lanceurs partants : HOU : Zack Greinke MIN : Kenta Maeda Vic. : Framber Valdez (1-0) Déf. : Sergio Romo (0-1) |   |   |   |   |   |   |   |   |   |   |   |   |

Lanceur partant des Twins, Kenta Maeda blanchit les Astros en ne leur accordant que deux coups sûrs en 5 manches lancées et quitte la rencontre avec Minnesota en avance, 1-0, mais les Astros reviennent de l'arrière en fin de match. Avec une égalité de 1-1 en début de 9e manche et deux retraits, le joueur d'arrêt-court des Twins, Jorge Polanco commet une erreur en lançant hors cible. José Altuve soutire ensuite une but-sur-balles à Sergio Romo avec les buts remplis pour donner les devants 2-1 aux Astros et Michael Brantley enchaîne avec un simple contre le lanceur Caleb Thielbar pour faire compter deux autres points. Framber Valdez lance 5 manches en relève pour Houston sans accorder de point
Les Twins du Minnesota encaissent une 17e défaite de suite en matchs séries éliminatoires, améliorant un malheureux record du baseball majeur, mais dépassant aussi les 16 défaites de suite subies de 1975 à 1979 par les Blackhawks de Chicago dans les séries éliminatoires de la Ligue nationale de hockey pour la pire séquence du genre dans les sports majeurs en Amérique du Nord.

### Match 2
Mercredi 30 septembre 2020 au Target Field, Minneapolis, Minnesota.
| Astros de Houston | 0 | 0 | 0 | 1 | 0 | 0 | 1 | 0 | 1 | 3 | 5 | 1 |
| Twins du Minnesota | 0 | 0 | 0 | 0 | 1 | 0 | 0 | 0 | 0 | 1 | 3 | 0 |
| Lanceurs partants : HOU : José Urquidy MIN : José Berríos Vic. : Cristian Javier (1-0) Déf. : Cody Stashak (0-1) Sauv. : Ryan Pressly (1) HRs : HOU : Carlos Correa (1) |   |   |   |   |   |   |   |   |   |   |   |   |

Carlos Correa brise l'égalité de 1-1 avec un circuit d'un point en 7e manche. Le gérant des Astros, Dusty Baker, un entraîneur de longue date, remporte une première série éliminatoire depuis la Série de championnat de la Ligue nationale en 2002, alors qu'il dirigeait San Francisco. Premier gérant de l'histoire à mener 5 clubs différents en éliminatoires, il n'était pas parvenu à gagner une seule série à la barre des Cubs de Chicago (2003), des Reds de Cincinnati (2010, 2012, 2013) ou des Nationals de Washington (2016, 2017).
Les Twins du Minnesota n'ont pas gagné un seul match éliminatoire depuis le 5 octobre 2004, dans une Série de divisions face aux Yankees, et leur séquence de défaites consécutives en matchs éliminatoires s'allonge à 18, la pire de l'histoire de la Ligue majeure de baseball et la pire réalisée dans l'un des quatre ligues sportives majeures en Amérique du Nord (MLB, NBA, NFL, LNH).

## Indians de Cleveland vs Yankees de New York
Les têtes de série no 4 et no 5 sont des clubs ayant terminé la saison régulière 2020 au second rang de sa division. La tête de série la plus élevée est accordée à l'équipe ayant gagné le plus de matchs durant la saison.
Têtes de série no 4 de ces séries éliminatoires, les Indians de Cleveland terminent au deuxième rang d'une compétitive division Centrale, dans laquelle ils ne comptent qu'une victoire de moins que les meneurs, Minnesota. Cleveland, qui remporte 35 matchs et en perd 25 en saison régulière, se qualifie pour les séries éliminatoires pour une quatrième fois en cinq ans, après avoir raté le rendez-vous automnal en 2019.
Têtes de série no 5 de ces séries éliminatoires, les Yankees de New York participent aux séries éliminatoires pour la quatrième année de suite. Avec 33 victoires et 27 défaites en saison régulière, ils se classent deuxième en 2020 dans la division Est de la Ligue américaine.
Cleveland et New York se rencontrent en éliminatoires pour la cinquième fois. Cleveland a remporté ses Séries de divisions face aux Yankees en 1997 et 2007, alors que les Yankees ont triomphé de Cleveland dans la Série de championnat de 1998 et dans leur Série de division en 2017.

### Calendrier des rencontres
| Match | Date         | Visiteur            | Hôte                 | Score |
| ----- | ------------ | ------------------- | -------------------- | ----- |
| 1     | 29 septembre | Yankees de New York | Indians de Cleveland | 12-3  |
| 2     | 30 septembre | Yankees de New York | Indians de Cleveland | 10-9  |

### Match 1
Mardi 29 septembre 2020 au Progressive Field, Cleveland, Ohio.
| Yankees de New York | 2 | 0 | 1 | 2 | 2 | 0 | 4 | 0 | 1 | 12 | 15 | 0 |
| Indians de Cleveland | 0 | 0 | 1 | 1 | 0 | 0 | 0 | 0 | 1 | 3  | 8  | 0 |
| Lanceurs partants : NYY : Gerrit Cole CLE : Shane Bieber Vic. : Gerrit Cole (1-0) Déf. : Shane Bieber (0-1) HRs : NYY : Aaron Judge (1), Gleyber Torres (1), Brett Gardner (1), Giancarlo Stanton (1) CLE : Josh Naylor (1) |   |   |   |   |   |   |   |   |   |    |    |   |

Shane Bieber, un des meilleurs lanceurs de l'année 2020 dans le baseball majeur, est malmené par les Yankees, à qui il accorde 7 points sur 9 coups sûrs, dont deux circuits, en 4 manches et deux tiers. Pendant que son offensive lui donne 12 points sur 15 coups sûrs dont 4 circuits, le lanceur partant pour New York, Gerrit Cole, réussit 13 retraits sur des prises en 7 manches lancées.

### Match 2
Mercredi 30 septembre 2020 au Progressive Field, Cleveland, Ohio.
| Yankees de New York | 0 | 1 | 0 | 4 | 1 | 2 | 0 | 0 | 2 | 10 | 8  | 0 |
| Indians de Cleveland | 4 | 0 | 0 | 0 | 2 | 0 | 2 | 1 | 0 | 9  | 10 | 2 |
| Lanceurs partants : NYY : Masahiro Tanaka CLE : Carlos Carrasco (baseball) Vic. : Aroldis Chapman (1-0) Déf. : Brad Hand (0-1) HRs : NYY : Giancarlo Stanton (2), Gio Urshela (1), Gary Sánchez (1) |   |   |   |   |   |   |   |   |   |    |    |   |

Ce match de 4 heures et 50 minutes - sans compter deux délais totalisant 76 minutes à cause du mauvais temps - établit le nouveau record du match éliminatoire de 9 manches le plus long. Les deux clubs s'échangent à plusieurs reprises l'avance dans le pointage. L'avance de 4-0 que se forge Cleveland dès la 1re manche est notamment effacée par le grand chelem de Gio Urshela en 4e manche pour les Yankees. Cleveland prend les devants 9-8 en fin de 8e manche, mais les Yankees complètent un revirement en début de 9e contre Brad Hand, un releveur qui avait pourtant réussi 16 sauvetages en 16 tentatives durant la saison régulière. DJ LeMahieu frappe contre Hand le coup sûr qui donne la victoire à son équipe.
En accordant 12 buts-sur-balles aux frappeurs adverses, les lanceurs de Cleveland établissent un record des majeures pour un match éliminatoire de 9 manches, et égalent le record pour un match éliminatoire, les lanceurs des White Sox de Chicago en ayant accordé 12 également dans le 3e match de la Série mondiale 2005 qui s'était joué en 14 manches. Ensemble, Cleveland et New York accordent 19 buts-sur-balles dans ce duel, ce qui égale le record des éliminatoires établi lors du 3e match de la Série mondiale 1957 entre les Yankees et les Braves de Milwaukee.